# Calci stearat
Calci stearat là loại muối hình thành khi carboxyl hóa calci, được phân loại như xà bông calci. Nó là một thành phần của một số chất bôi trơn, chất hoạt động bề mặt, cũng như nhiều thực phẩm. Bề ngoài có dạng bột sáp trắng.

## Sản xuất và bề ngoài
Calci stearat được sản xuất bằng cách nung nóng axit stearic và calci oxit:
2 C17H35COOH + CaO  → (C17H35COO)2Ca + H2O
Nó cũng là thành phần chính của bọt xà phòng, một chất rắn màu trắng hình thành khi xà phòng được trộn với nước cứng. Không giống như xà phòng chứa natri và kali, calci stearat không hòa tan trong nước và không tạo bọt tốt. Về mặt thương mại, nó được bán dưới dạng phân tán 50% trong nước hoặc dưới dạng bột khô phun. Là một phụ gia thực phẩm, nó được biết đến bởi số E chung E470.

## Ứng dụng
Calci stearat là chất liệu sáp có độ hòa tan thấp trong nước, không giống như xà phòng natri và kali truyền thống. Nó cũng dễ dàng và rẻ tiền để sản xuất, và có độc tính thấp. Những đặc điểm này là cơ sở cho nhiều ứng dụng của nó. Các ứng dụng liên quan cũng tồn tại tương tự đối với muối magie stearat.
Calci stearat được sử dụng làm chất làm chảy và chất dưỡng bề mặt trong một số loại bánh kẹo như Smarties, jawbreakers và Sprees.
- Nó là chất chống thấm cho vải.
- Một chất bôi trơn trong bút chì và bút chì màu.
- Ngành công nghiệp bê tông sử dụng calci stearat để kiểm soát sự nở hoa của các sản phẩm xi măng sử dụng trong sản xuất các khối bê tông, ví dụ như máy lát và khối, cũng như chống thấm.[3]
- Trong sản xuất giấy, calci stearat được sử dụng làm chất bôi trơn để tạo độ bóng tốt, ngăn ngừa bụi và gấp nếp trong sản xuất giấy và cáctông.[4]
- Trong chất dẻo, nó có thể hoạt động như một chất khử axit hoặc trung hòa với nồng độ lên tới 1000 ppm, chất bôi trơn và chất giải phóng. Nó có thể được sử dụng trong các chất cô đặc bằng chất dẻo plastic để cải thiện sự ướt của chất nhuộm. Trong PVC cứng, nó có thể tăng tốc nhiệt hạch, cải thiện dòng chảy, và giảm sưng phù.
- Các ứng dụng trong lĩnh vực chăm sóc cá nhân và công nghiệp dược phẩm bao gồm tạo khuôn, thuốc chống trầy xước và chất tạo gel.
- Calci stearat là một thành phần trong một số loại chất chống thấm.
- Tác nhân chống vón cục.[5]